# Serie 10000 de Renfe
La Serie 10000 de Renfe es un conjunto de coches de viajeros para Largo Recorrido. Fueron construidos por Caf, Macosa y Babcock&Wilcox a partir de 1984 basándose en características de los coches Corail franceses, y supusieron un gran salto de calidad, ya que incorporaban aire acondicionado y los novedosos bogies Gran Confort desarrollados por Caf. Además se construyeron pensando en la mayor comodidad del viajero, teniendo un excelente acabado interior.

## Historia
Los trenes nocturnos Expresos de Renfe, estaban hasta entonces formados por coches de la Serie 8000, los cuales se estaban quedando anticuados, principalmente por la falta de climatización y por una velocidad máxima de solo 120 km/h, cuando la red ferroviaria estaba siendo prácticamente renovada para ser apta hasta 160 km/h.
Llega entonces la Serie 10000, que supone un gran salto de calidad en este tipo de trenes, ya que incorporan aire acondicionado, puertas con cierre automático cuando la velocidad supera los 7 km/h, y los bogies Gran Confort de CAF que ofrecen una gran calidad y estabilidad de marcha a 160 km/h y que tienen frenos de aire comprimido; además del gran interiorismo con el que fueron diseñados. Estos coches de departamentos con butacas acompañarían en los “nuevos” Expresos a los renovados Serie 7100, provenientes de la reforma de los antiguos Serie 8000 para alcanzar la calidad de los nuevos Serie 10000. Estos nuevos servicios nocturnos servidos con este revolucionario material, dejarían de llamarse Expreso para recibir el nombre de Estrella, creando así un nuevo concepto de tren nocturno: Rápido, climatizado, cómodo y silencioso. Ya que con la incorporación de esta serie se introdujo el nombre de “Estrella” para los trenes nocturnos, estos coches recibieron el apodo del mismo nombre.
Los coches Serie 10000 tenían diversas clases: había coches de 1ª y 2ª clase con compartimentos de butacas; también había coches litera, y furgones portaequipajes o de correos. Los coches litera tenían la particularidad de que las puertas exteriores no son correderas automáticas (excepto el Bc10x-10601), sino manuales plegables, haciéndolos aún más parecidos a los Corail, y a los de la Serie 9000. Lo mismo pasaba con los A10x-10000, que tenían puertas manuales plegables, desde el A10x-10022 hasta el 10037 (hasta el A10x-10021 contienen puertas corredoras automáticas).

### Situación actual
Desde abril de 2015, con la supresión del Estrella Costa Brava Madrid-Barcelona, las series 9000 y 10000 fueron definitivamente retiradas del servicio comercial. Cuarenta y un coches fueron transformados a Serie 2000 para realizar servicios Arco suprimidos en el año 2020 del servicio por detección de amianto; otros fueron vendidos a Argentina y una última tanda, transformados a Serie D-160 para Chile realizando el servicio TerraSur Temuco, que fue suprimido en 2009, luego siendo reactivado en 2013 y nuevamente en 2024. Algunos se cedieron al ejército bajo la nomenclatura de Serie Z-118000. La gran mayoría ya han sido desguazados con tan solo 25 años de vida (algunos debido a accidentes como el de Villada en 2006 o Huarte Araquil en 1997). Algún que otro ejemplar fue preservado por asociaciones o ayuntamientos como el caso de Toral de los Vados y el MUFERGA. En 2020 se vendieron la totalidad de coches que se encontraban apartados a Comboios de Portugal, en un lote compuesto por 51 coches, de los cuales 15 pertenecen a las series 10000 y 9000 y 36 coches ARCO serie 2000. Dichos ejemplares ya se encuentran en su destino en proceso de reforma para una nueva vida de servicios. Por otra parte, dos ejemplares de la serie 10000, junto con otros ejemplares de las series 9000 y 8000, han sido preservados por la Asociación de Amigos del Ferrocarril de Madrid (AAFM) que realizan trenes turísticos especiales junto con la 269.604 o la 333.107. Alsa Rail también adquirió algunos ejemplares para reformarlos en Talleres Alegría de Silvota y prestar servicios chárter junto con la AAFM. Los ejemplares que no han sido vendidos se encuentran apartados en Plaiaundi (Irún) y en los talleres de Los Prados (Málaga), vandalizados a la espera de su desguace.
Renfe decidió a finales de la década de 1990 que iría retirando del servicio todos los trenes formados por material convencional en favor de los trenes autopropulsados y de alta velocidad. Este tipo de material, en la mayoría de los casos, da una mayor versatilidad y fiabilidad que los automotores en trenes de Largo Recorrido (si se venden casi todas las plazas de una composición, se puede añadir un coche y aumentar la capacidad); de hecho es un material que se sigue utilizando en el resto de Europa y con unos resultados excelentes, mejores incluso que la mayoría del material autopropulsado.[cita requerida]

## Subseries[2]
Los coches Serie 10000 están divididos en diversas subseries según algunas de sus características:
- A10x-10000: Treinta y siete coches de 1ª clase con diez departamentos de 6 asientos cada uno. Aseos en los extremos.
- B11x-10200: Noventa y seis coches de 2ª clase con once departamentos de 8 asientos cada uno. Aseos en los extremos.
- DP10-10400: Quince furgones postales.
- Bz5x-10500: Nueve coches de 2ª clase con cinco departamentos de 8 asientos cada uno y un espacio para Guardería. Aseos en los extremos, estando el del extremo lado guardería adaptado para servir a esta, con un cambiador para bebés y calienta biberones y calienta potitos. Las puertas del extremo lado guardería no se podían abrir salvo en casos de emergencia. Procedentes de la eliminación de cinco departamentos en 1985 y de un sexto departamento en 1987 de los B11x-10212 y B11x-10213 (Bz5x-10508 y Bz5x-10509) y de la eliminación de seis departamentos en 1987 de los B11x-10290 a B11x-10296 (Bz5x-10501 a Bz5x-10507). En 1994 RENFE suprimió el servicio de Guardería alegando motivos de seguridad. Cuatro de estos coches recuperaron los 6 departamentos eliminados (B11x-10290 a B11x-10293), y los otros cinco fueron transformados a coches con pasillo central y asientos superreclinables (A8lv-10500). Como curiosidad, el Bz5x-10505 fue utilizado por la Unidad de Medidas Radioeléctricas para efectuar algún tipo de ensayo, antes de ser transformado en el A8lv-10501.
- A8lv-10500: Cinco coches de 1ª clase de pasillo central con 44 asientos superreclinables y equipo de vídeo. Aseos en los extremos. Procedentes de los Bz5x-10505 a Bz5x-10509, transformados en el TCR de Málaga, y en un principio destinados a servicios Diurno.
- Bc10x-10600: Veinte coches Litera de 2ª clase con diez departamentos de seis camas cada uno: (dos literas de 3 camas).
- BR4x-10800: Veintiún coches de 2ª clase con cuatro departamentos de 8 asientos cada uno; la mitad del coche los conforma una cafetería.

De los 96 coches de la serie B11x-10200 41 coches de esta subserie fueron transformados en la última serie de coches de viajeros en España, la serie 2000 de renfe para servicios ARCO. Divididos en las siguientes subseries:
- A9t-2000: Diez coches de 1ª Clase con un total de 56 plazas en disposición 1+2.
- BR3t-2800: Diez coches mixtos de 2ª Clase - Cafetería con un total de 24 plazas en disposición 2+2.
- B10t-2200: Veintiún coches de 2ª Clase con un total de 80 plazas en disposición 2+2.

Actualmente, 36 de los 41 coches han sido vendidos a Portugal, tras ser retirados del servicio por detección de amianto en febrero de 2020.

## Servicios
Estos coches comenzaron circulando en los trenes nocturnos Estrella, acompañando a los renovados Serie 7100 y algunos Serie 9600, prácticamente idénticos a los Serie 10000 Litera.
Pero al tratarse de coches de butacas tanto de 1ª como en 2ª, también era posible verlos formando parte de trenes diurnos de Largo Recorrido, denominados por Renfe como Rápido o Diurno. Así como de refuerzo en algunos trenes Talgo o intercity. 
Paradójicamente, fue en este tipo de servicios diurnos donde acabaron sus días la mayoría de los ejemplares. Debido a la supresión de los trenes Estrella con la apertura de nuevas líneas de alta velocidad y el aumento de las frecuencias diurnas o la implantación de enlaces como el caso del Diurno Iberia entre Bilbao e Irún con Salamanca. Así como la sustitución por los Trenhotel, recientemente también suprimidos.

## Decoraciones
Los coches Serie 10000 comenzaron, como ya se ha dicho anteriormente, circulando en los Estrella, y por ello portando la decoración característica de estos trenes nocturnos, que constaba de color crema en la parte inferior del coche junto a una estrecha franja naranja, este llamativo naranja se extendía también a las puertas tanto de acceso al tren como de interconexión entre vagones; la parte de las ventanas lucía de color marrón; y el símbolo de Renfe, conocido popularmente como “galleta”, se situaba entre la primera y la segunda ventana de cada extremo, y era del color crema citado antes.
Posteriormente, cuando Renfe se dividió en Unidades de Negocio (U.N.), los coches pasaron a pertenecer a la U.N. de Largo Recorrido. Provisionalmente mientras se decidía la nueva decoración de los coches, se pintaron con la denominada decoración de Transición, completamente blancos solamente con el logotipo de Renfe y las inscripciones, además del techo gris. Como curiosidad a los coches B11x-10217, B11x-10257 y Bc10x-10609 se les decoró a forma de pruebas de pintura de nuevas decoraciones que nunca llegaron a prosperar. La decoración finalmente aplicada fue algo menos llamativa que la original. Consistía en una franja azul en la parte baja del coche y el resto blanco, con los logotipos de dicha U.N. junto a las puertas. Esta decoración se conoce como “danone”.
A partir del cambio de horarios de junio de 1998, la U.N. de Largo Recorrido pasó a llamarse Grandes Líneas. Este cambio en estos coches solo significó el cambio del antiguo logotipo de Largo Recorrido por el nuevo con las dos velas, una naranja y otra azul de Grandes Líneas.
Ya casi al final de su servicio, debido a la separación entre Renfe Operadora y Adif el 1 de enero de 2005, solo algunos coches recibieron la nueva, y aún menos vistosa, librea de Renfe Operadora, que pinta por completo el coche de blanco, dejando solo dos pequeñas franjas moradas en la parte baja. Este esquema de pintura es conocida como “pantone”.